# Eva Aariak
Eva Aariak (ᒥᓂᔅᑕ ᐄᕙ ᐋᕆᐊᒃ en Silabario inuktitut) (Arctic Bay, 1955) es una política canadiense. Elegida en 2008, es la segunda y actual Primera ministra del territorio autónomo canadiense de Nunavut, y la primera mujer en ostentar el cargo.

## Biografía
Originaria de Arctic Bay, se presentó a las elecciones territoriales de 2008 para la Asamblea Legislativa de Nunavut por el distrito electoral de Iqaluit East, donde vive desde hace años, y fue elegida Primera ministra de Nunavut el 19 de noviembre de 2008 por el sistema de gobierno de consenso del territorio.
Aariak participó en las diferentes etapas que llevaron a la creación del territorio de Nunavut. Su carrera política y profesional es variada. Fue comisaria de Lenguas del territorio y gran promotora del idioma inuit (mayoritario en el territorio), periodista de la Canadian Broadcasting Corporation (del francés: Société Radio-Canada) y presidenta de la Cámara de Comercio regional de Baffin.